# Joaquín Navarro
 (septembre 2014).
Si vous disposez d'ouvrages ou d'articles de référence ou si vous connaissez des sites web de qualité traitant du thème abordé ici, merci de compléter l'article en donnant les références utiles à sa vérifiabilité et en les liant à la section « Notes et références ».
Pour les articles homonymes, voir Navarro.
Joaquín Navarro Perona, aussi connu comme Navarro I, né le 2 août 1921 à Gavà (province de Barcelone, Espagne) et mort le 5 novembre 2002 à Barbastro, est un footballeur international espagnol qui jouait au poste de défenseur latéral droit. Son frère cadet Alfonso Navarro est aussi footballeur.

## Biographie

### Clubs
Après avoir joué au CF Gavà, Joaquín Navarro arrive au FC Barcelone en 1941. Contrairement à son frère cadet, il ne parvient pas à s'imposer au Barça.
En 1942, il rejoint le CE Sabadell où il joue jusqu'en 1949. Avec Sabadell, il progresse et parvient à monter en première division. Le Real Madrid le remarque et le recrute en 1949.
Navarro joue pendant huit saisons au Real jusqu'en 1957, date à laquelle Joaquín Navarro met un terme à sa carrière de joueur à l'âge de 36 ans. Au Real Madrid, il joue 272 matchs et remporte trois championnats d'Espagne, deux Coupes d'Europe et deux Coupes Latines.

### Équipe nationale
Joaquín Navarro joue cinq matchs avec l'équipe d'Espagne. Le premier à Madrid le 7 décembre 1952 face à l'Argentine (défaite 1 à 0), le dernier le 12 juillet 1953 à Santiago du Chili (victoire 2 à 1 face au Chili).
Il joue un match le 19 octobre 1947 avec l'équipe de Catalogne au stade Sarrià de Barcelone au cours duquel la Catalogne bat l'Espagne 3 à 1.
Navarro est le premier joueur espagnol qui joue avec la sélection mondiale de la FIFA en 1953.

## Palmarès
Avec le FC Barcelone :
- Vainqueur de la Coupe d'Espagne en 1942

Avec le Real Madrid :
- Vainqueur de la Coupe des clubs champions européens en 1956 et 1957
- Champion d'Espagne en 1954, 1956 et 1957
- Vainqueur de la Coupe Latine en 1955 et 1957